# 한국건설생활환경시험연구원
KCL 한국건설생활환경시험연구원 (Korea Conformity Laboratories, KCL)은 배터리, 모빌리티, 에너지, 안전, 환경, 의료기기, 바이오, 생활용품, 건설재료 등 관련분야의 공인시험인증기관이다. 2010년 7월 8일 한국건자재시험연구원과 한국생활환경시험연구원이 통합하여 출범하였다. 행정사무: 서울특별시 서초구 남부순환로319길 7(서초동 1465-4), 시험연구(본원): 서울특별시 금천구 가산디지털1로 199(가산동 459-28번지)에 위치하고 있다.

## 설립 근거
2010년 4월 5일 일부 개정된 국가표준기본법 제30조의 4에 의하여 한국생활환경시험연구원과 한국건자재시험연구원의 통합 한국건설생활환경시험연구원의 출범에 대한 법적 근거가 마련되었다. 이후 기관 경영의 자율성을 추구하기 위해 2014년 12월 30일 일부 개정된 국가표준기본법에서 제30의 2에서4를 모두 삭제하였다.

## 설립 목적
건축자재, 토목 관련 제품, 생활·환경, 물류, 의료기기, 녹색산업 등에 대한 시험·평가·인증과 연구개발 등을 효율적으로 수행하고 국내산업의 기술고도화 및 대외성과 유지향상을 도모하여 수출진흥과 소비자를 보호하고 산업발전 및 국가경쟁력 제고에 기여하기 위하여 설립되었다.

## 조직

### 원장
천영길

### 부원장
이상권(1사업부문), 이상욱(2사업부문)

### 부문장
조남현(경영부문)

### 조직안내
- 건설본부
- 에너지본부
- 모빌리티본부
- 방재화재본부
- 생활본부
- 환경본부
- 보건본부
- ICT융합본부
- 부품소재본부
- 바이오본부
- 헬스케어본부
- 중부본부
- 호남충청본부
- 영남본부
- 경영기획본부
- 인증본부
- 대외사업본부
- 사업운영본부
- 감사실
- 비서실

## 업무분야
| 시험·검사          | 건축·에너지·환경                  | 에너지효율/음환경/내후성/차양/커튼월/고층환경                                                         |
| 시험·검사          | 건설재료                          | 방수/보수/목재/플라스틱관/도료/실란트/면진/내진/제진                                                  |
| 시험·검사          | 화재·주거생활안전                 | 배터리·건축물화재/방범자재, 용품/영상감지 시스템/차수제품                                             |
| 시험·검사          | 신재생에너지                      | 태양광/BIPV/PV/태양열/환기시스템/공조시스템/HVAC                                                      |
| 시험·검사          | 공기청정환경                      | 에어필터/마스크류/미세먼지 간이측정기 성능평가                                                        |
| 시험·검사          | 기후환경실증                      | 실대형 구조물 종합환경 성능평가/고층환경실증                                                          |
| 시험·검사          | 어린이·생활용품                   | 어린이, 생활용품 안전성검사/완구/패션/주얼리/문구/가구/섬유/플라스틱/필름/고무                        |
| 시험·검사          | 레저스포츠제품 및 활동공간        | 레저스포츠제품/어린이 활동공간/환경유해인자                                                           |
| 시험·검사          | 스포츠바닥재                      | 축구장/테니스장/육상트랙/농구장/야구장 바닥재 시험평가·인증                                           |
| 시험·검사          | 진동·환경/운송·물류/포장          | 진동·환경/운송·물류/포장/종이                                                                         |
| 시험·검사          | 조선·해양/금속/산업·교통          | 조선·해양/산업·건설 자재용 금속재료/해양환경 부품·소재/도로 안전 시설물 및 제품                       |
| 시험·검사          | 웰빙가전/가정용 전자기기          | 전기전자 분야 성능 및 안전성 시험평가                                                                 |
| 시험·검사          | 부품·소재                         | 자동차 부품소재/수송용 탄성소재/고기능성 고분자 소재/도료                                             |
| 시험·검사          | 전자파 시험/평가/컨설팅           | 국내 적합등록/전자파적합성/전자파강도                                                                 |
| 시험·검사          | 조명기기                          | LED 등기구, 백열등기구, LED 모듈, 컨버터 내·외장형 LED 램프                                           |
| 시험·검사          | 환경규제 유해물질 분석            | 어린이제품/안전확인대상 생활화학제품/유해물질 성분분석/자동차 내장재/미생물 저감성능/웰빙 기능성 등   |
| 시험·검사          | 물산업/토양·폐기물/합성세제       | 물산업제품/토양오염도/합성세제 유해물질                                                               |
| 시험·검사          | GLP 독성 평가                     | 의약품/화장품/건강기능 식품 원료/화학물질/농약                                                        |
| 시험·검사          | 의료기기                          | 의료기기 품질관리/생체적합성평가/항균, 살균시험                                                       |
| 시험·검사          | 식품 포장·용기/위생용품/화장품    | 식품용 기구/용기/포장/위생용품/유통화장품 안전관리/기능성화장품 품질평가 등                           |
| 시험·검사          | CO2 전환활용평가                  | 이산화탄소전환활용기술개발 및 시험·평가                                                               |
| 시험·검사          | 소프트웨어/AI 기술평가            | 소프트웨어 시험, 품질, 성능, 신뢰성 평가/AI 기술평가/AR·VR 제품시험                                   |
| 시험·검사          | 모빌리티/배터리                   | 특수목적형 자동차 주행 안전도/튜닝부품/전기자동차/EV 배터리 전주기 평가                               |
| 인증·심사          | KS인증/KC인증/조달물품 검사       | - |
| 인증·심사          | 품질인증                          | Q마크, 건마크, KAS V-체크마크, HS마크, 항균마크, 초고강도 콘크리트마크, RS인증 마크 등                |
| 인증·심사          | 교육시설안전인증                  | 교육시설안전, 실·내외 환경안전인증                                                                    |
| 인증·심사          | 의료기기 품질관리 심사(GMP)       | - |
| 인증·심사          | 의료기기 기술문서 심사            | - |
| R&D                | 표준화 연구                       | |
| R&D                | 기술개발 연구                     | |
| R&D                | 정책개발/인프라 구축              | |
| R&D                | 기업기술 지원                     | |
| 적합성·기술지원    | KOLAS 서비스                      | KOLAS 교육 및 컨설팅/국가인적자원개발컨소시엄/숙련도시험 운영/정책연구과제 수행/표준물질생산기관 운영 |
| 적합성·기술지원    | 기술지원                          | 중소기업 품질검사 및 기술애로사항 지원                                                                |
| 해외인증· 해외협력 | 수출입제품 시험·인증 컨설팅서비스 | - |
| 해외인증· 해외협력 | 중소기업수출지원                  | 해외규격인증획득 지원                                                                                 |
| 해외인증· 해외협력 | 해외업무협력                      | 시험인증 인프라구축, 국제공동연구사업, 국제협력사업, 신흥국협력지원사업                               |

## 연혁

### 한국생활환경시험연구원(KEMTI)
- 1971년 4월 10일 재단법인 한국수출잡화시험검사소 설립(상공부)
- 1979년 6월 28일 내수공산품 검사기관 지정(공업진흥청)
- 1980년 12월 1일 재단법인 한국잡화포장시험검사소로 명칭 변경
- 1982년 3월 31일 국가교정검사기관 지정(공업진흥청)
- 1983년 1월 1일 재단법인 한국잡화시험검사소로 명칭 변경
- 1983년 10월 21일 국내최초 Q마크 업무표장 등록(특허청)
- 1986년 9월 23일 품질관리능력평가기관 지정(공업진흥청)
- 1987년 1월 1일 재단법인 한국생활용품시험검사소로 명칭 변경
- 1987년 2월 3일 품질관리진흥기관 지정(공업진흥청)
- 1987년 7월 1일 생활용품류에 대한 전문적 시험검사기관 지정(경제기획원)
- 1987년 10월 16일 품질관리심사기관 지정(공업진흥청)
- 1988년 6월 29일 특정외국검사기관 지정(일본 통상산업성)
- 1990년 10월 30일 항공수송용위험물의 규격포장용기 검사기관 지정(교통부)
- 1992년 1월 2일 포장안전성시험검사기관 지정(미국 ISTA)
- 1993년 7월 27일 표준화능력평가기관 지정(공업진흥청)
- 1994년 4월 15일 재단법인 한국생활용품시험연구원으로 명칭 변경
- 1994년 12월 29일 선박 및 선박용 물건의 형식승인시험기관 지정(해운항만청)
- 1995년 6월 1일 GOST-R 공인시험검사기관 지정(러시아 국가표준도량위원회)
- 1996년 12월 23일 비료출하전 품질검사의뢰기관 지정(농림부)
- 1997년 3월 10일 한국방사선동위원소협회 가입
- 1999년 12월 23일 의료기기시험검사기관 등록(식품의약품안전청)
- 2000년 9월 25일 농약품목등록 시험연구기관 지정(농촌진흥청)
- 2001년 8월 25일 제품의 포장방법 및 포장재질검사기관 인정(환경부)
- 2002년 7월 1일 신뢰성지정평가기관 지정(산업자원부)
- 2003년 1월 4일 재단법인 한국생활환경시험연구원으로 명칭 변경
- 2004년 12월 9일 중소기업우수제품인증시험연구원 지정(중소기업청)
- 2006년 7월 24일 해양배출폐기물전문검사기관 지정(해양경찰청)

### 한국건자재시험연구원(KICM)
- 1994년 7월 15일 한국건자재시험연구원 개원
- 1995년 4월 29일 31개 건자재독점관장품목 확정(중소기업청)
- 1996년 1월 13일 건축부문 품질검사전문기관 지정(건설교통부)
- 1996년 9월 21일 연구원계열 한국건설품질인증원 법인 설립
- 1997년 1월 17일 노동부 교육훈련기관 지정
- 1999년 8월 9일 효율관리기자재시험기관 지정(산업자원부)
- 2000년 11월 24일 오수처리시설 또는 단독정화조 재질검사기관 지정(환경부)
- 2003년 3월 5일 조달청 조달물자 대행검사기관 지정
- 2006년 5월 9일 건설자재표준화연구 주관연구기관 선정
- 2006년 10월 31일 삼성전자Eco Partner Lavoratory 지정
- 2007년 9월 11일 도로포장재기술센터 신설
- 2007년 9월 17일 독일 TUV Rheinland 지정 유해물질시험기관 지정
- 2008년 6월 18일 효율관리기자재시험기관 지정(지식경제부)
- 2008년 11월 28일 목조문화재용 방염제 검정기관 지정(문화재청)
- 2008년 12월 8일 내후성기술센터 신설

### 한국건설생활환경시험연구원(KCL)
- 2010년 7월 8일 한국건설생활환경시험연구원 출범
- 2015년 4월 28일 중국 청도 시험실 개소
- 2015년 7월 1일 재단법인 한국건설생활환경시험연구원 출범
- 2015년 11월 30일 KS인증기관 지정
- 2016년 11월 11일 영남미래산업본부 안전융합기술센터 개소
- 2017년 5월 23일 기후환경실증센터 개소
- 2017년 10월 19일 세계표준의날 유공단체 대통령 표창 수상
- 2018년 2월 여수 CO2전환활용기술센터 개소
- 2019년 5월 전기용품 안전확인시험기관 지정
- 2020년 4월 충북 진천 배터리센터 개소
- 2021년 10월 대용량 이차전지(ESS)화재안전성 검증센터 기공식

## 같이 보기
- 국토해양부
- 지식경제부
- 보건복지부